# 株仲間
株仲間（かぶなかま）とは、問屋などが一種の座を作り、カルテルを形成することである。主に江戸時代に形成された集団を指す。株式を所有することで、構成員として認められた。

## 概要
当初は同業の問屋による私的な集団であり、江戸幕府は当初は楽市・楽座路線を継承した商業政策を方針としており、こうした組織が流通機構を支配して幕府に対する脅威になる事を恐れて、慶安元年（1648年）から寛文10年（1670年）にかけて6回もの禁令が出されるなど規制の対象としていた。
しかし、享保の改革において商業の統制を図るために組織化された方が望ましいとする方針の下に公認が与えられ、冥加金（上納金）を納める代わりに、販売権の独占などの特権を認められた。
田沼意次時代にはさらに積極的に公認され、幕府の現金収入増と商人統制が企図された。
自主的に結成された株仲間を「願株」、幕府によって結成を命じられた株仲間を「御免株」と呼んで区別した。
株仲間の公認は、願株の公認を指す。

## 株仲間解散令
天保の改革を進めた水野忠邦は株仲間による流通の独占が物価高騰の原因であるとして、天保12年（1841年）から13年（1842年）に掛け、冥加金の上納を停止させ、株仲間の大半の解散を命じた。
しかし、当時の経済の実態は農村工業の発達と新興商人が都市でも地方でも台頭したことによって、株仲間の独占はむしろ形骸化しつつあった。また、株仲間には代金不払いなどの不正を行った仲買の情報を共有し、仲間内の商取引を一切停止するといった懲罰を加えることにより、幕府などの公権力の代わりに債権と契約履行を保証する役割があった。
ところが、水野をはじめとした幕府首脳はこうした幕府権力の保護を受けた株仲間が弱体化していたことや、商取引の制度的基礎になっていたという現実を理解できなかったために、株仲間を解散させれば、全国的な流通網を動かせるという誤解に陥った。結果、かえって流通の混乱を招き、景気の悪化を招いた。
なお、この政策に反対した町奉行矢部定謙は改易に追い込まれ、伊勢桑名藩で憤死している。

## 株仲間再興令
水野失脚後の弘化3年（1846年）に筒井政憲が株仲間の再興を阿部正弘に提案、嘉永4年（1851年）、提案を受けた阿部に命ぜられた遠山景元によって冥加金不要の問屋仲間として再興。安政4年（1857年）に再び株仲間となった。再興後は株数を増やされ、新興商人を取り込もうとした。

## 明治維新
明治維新後の明治5年（1872年）、再び株仲間は解散を命じられ、以降復活することはなかった。株仲間構成員の多くは、商業組合に改組されていった。

## 日本相撲協会
日本相撲協会の年寄名跡は「年寄株」とも呼ばれるが、その原型は江戸時代に形成された株仲間であり、令和の世に至り数々の問題を抱えつつもなお年寄制度は、税制上の優遇措置を受けることができる公益財団法人としても存続している。